# 張鍾彥
张钟彦，今海南省定安县高林村人，清朝政治人物、同进士出身。
张岳崧次子。道光二十五年（1845年），登乙巳科进士，授吏部文选司继兼稽勋司郎中，终补户部江南司郎中，特旨补宣化府知府。